# رامپور (اوتار پرادش)
شهر رامپور (به انگلیسی: Rampur) با جمعیت ۳۰۹٫۳۰۳ نفر در ایالت اوتار پرادش در کشور هند واقع شده‌است.

## تاریخچه

در ۲۶ ژوئیه ۱۸۴۰، نواب احمد علی خان، حاکم رامپور فوت کرد، و از آنجا که وی فرزند پسر نداشت، از طرف انگلیسی‌ها، پسر برادر وی، محمد سعید خان، حاکم رامپور شد. وی آگاه به دانش روز بود. اول آوریل ۱۸۵۵، نواب محمد سعید خان درگذشت و یوسف علی خان نواب رامپور شد. در این زمان شورش علیه انگلیسی‌ها شدت گرفت، اما محیط آرام رامپور باعث جلب عده زیادی از علمای نقاط گوناگون به این ناحیه شد. پس از مرگ یوسف علی خان در ۲۱ آوریل ۱۸۶۵، کلبعلی خان جانشین وی شد. در ۲۳ مارس ۱۸۸۷، کلبعلی خان فوت کرد و پسرش مشتاق علی خان حاکم رامپور شد. وی چون بیمار بود، حکومت بریتانیا، جنرال اعظم الدین خان را مأمور منطقه کرد. وی در سال ۱۸۹۱ م در رامپور به قتل رسید و به جای وی سرگرد اچ.آر. دیمنت به این سمت مأمور گشت. در سال ۱۸۹۶ م، ریاست کنسولی منطقه به پایان رسید و نواب حامد علی خان به حکومت رامپور رسید